# Xã Francure, Quận White, Arkansas
Xã Francure (tiếng Anh: Francure Township) là một xã thuộc quận White, tiểu bang Arkansas, Hoa Kỳ. Năm 2010, dân số của xã này là 225 người.